# Togul
Togul (in russo То́гул?) è un villaggio del settore meridionale della Siberia Occidentale situato nel Territorio dell'Altaj,  in Russia. È il centro amministrativo del distretto Togul'skij.
La località si trova 200 km a est della capitale Barnaul, è attraversata dal fiume omonimo che si getta poco dopo nell'Uksunaj.